# Squatina argentina
Squatina argentina är en hajart som först beskrevs av Marini 1930.  Squatina argentina ingår i släktet Squatina och familjen havsänglar. Inga underarter finns listade i Catalogue of Life.
Squatina argentina blir upp till 138 cm lång.
Denna havsängel förekommer i Atlanten vid sydöstra Brasilien, Uruguay och Argentina. Den hittas vanligen i regioner som ligger 50 till 310 meter under havsytan. Exemplaren gömmer sig på den mjuka sanden på havets botten och överraskar sina byten. Äggen kläcks redan i honans kropp och så föds 7 till 11 ungar per kull. Fortplantningen sker vartannat eller vart tredje år. Könsmognaden infaller uppskattningsvis vid en längd av 120 cm.
Fram till 2004 skedde fiske på arten och den hamnar ofta som bifångst i fiskenät. Enligt uppskattningar minskade hela populationen med 80 procent under 46 år före 2017. IUCN kategoriserar arten globalt som akut hotad (CR).